# Georges Spiro

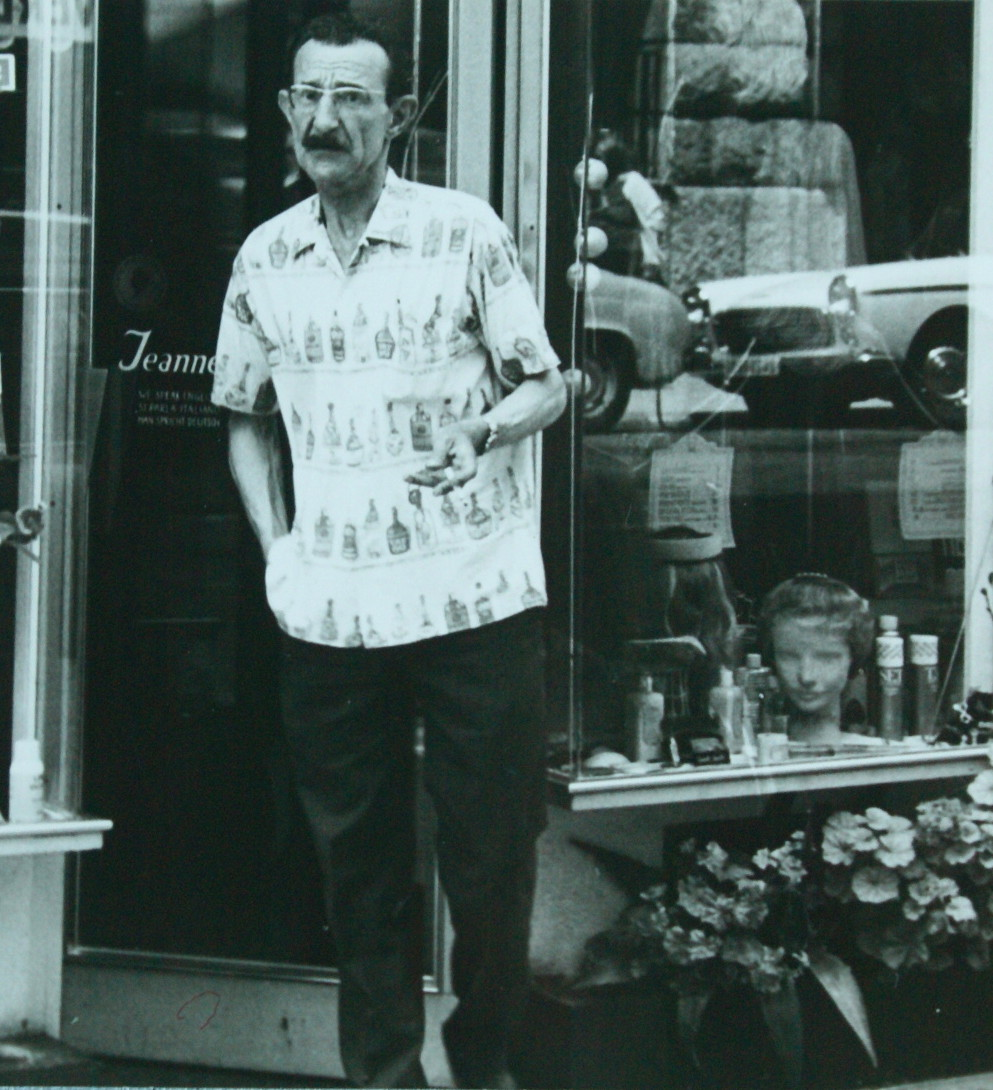
Georges Spiro in Nizza

Georges Spiro (* 10. August 1909 in Warschau; † 1994 in Nizza) war ein polnisch-französischer Maler, der dem Surrealismus zugeordnet wird.

## Leben
Aufgrund der Trennung seiner Eltern wuchs Spiro bei seinem Onkel in Wien auf. Als bester Zeichner seiner Gymnasiumsklasse, lehnte er 1923 ab, für eine deutschnationale Organisation ein Plakat zu entwerfen. Nach Drohungen des Zeichenlehrers musste er nachgeben, mokierte sich jedoch sehr über das deutsche Teutonentum. Nachdem er kein österreichisches Gymnasium mehr besuchen durfte, bewarb er sich bei Alfred Roller an der Kunstgewerbeschule Wien, wo er ohne Prüfung aufgenommen wurde. 1926 war er zunächst Schüler von Franz Cizek, einem Pionier kreativer Kunsterziehung und Beschäftigung mit Kinderzeichnungen. Spiro trat in die Klasse von Carl Witzmann ein, um Innenarchitektur und Möbelbau zu studieren. Die Ausbildung als Möbelschreiner schloss er mit der Meisterprüfung ab.
1927 verlor Sprits Onkel aufgrund der Inflation und Währungsreform sein Vermögen und konnte seinem Neffen das Studium nicht weiter finanzieren. Spiro musste sein Studium beenden und seinen Lebensunterhalt verdienen. Er wechselte zunächst jedes Vierteljahr seine Stelle und arbeitete als Reporter. Er skizzierte die Berühmtheiten, die Wien besuchten, unter anderem Josephine Baker, Primo Carnera, Arne Borg usw.
Bis 1934 arbeitete er als Journalist, schrieb aber auch Gedichte, Novellen und Romane und begann als Schriftsteller bekannt zu werden. Mit seinem Freund Ernst Schönwiese, Programmdirektor für Literatur und Hörspiel beim Österreichischen Rundfunk, gab er die Literaturzeitschrift "Das Silberboot" heraus. Nach dem Anschluss Österreichs 1938 wurde Spiro von der Gestapo verhaftet. Nach seiner Freilassung floh er nach Frankreich und erreichte am 14. Juli Paris. Anschließend lebte er mit seiner Frau und seiner Mutter in Besançon, wo er Holzspielzeug herstellte. Er diente Ende August 1939 bei der französischen Armee an, um das französische Staatsbürgerrecht zu bekommen. Er zog im 146. Infanterieregiment in den Zweiten Weltkrieg. 1940 verließ er das Militär und zog in das Département Lot-et-Garonne, wo er in Monclar mit einem Pariser Freund die Herstellung von Holzspielzeug wiederaufnahm. Als jener sich auf Holzsohlen spezialisierte, verließ Spiro den Betrieb.
1942 zog Spiro nach Nizza und begann in Zusammenarbeit mit einem Möbelfabrikanten zum dritten Mal Kinderspielwaren herzustellen. Seine Freizeit widmet er der Kunst – er fertigt Gouachen an. Im Zweiten Weltkrieg wurde Spiro Stabsunteroffizier des Bataillons 21/XV der französischen Armee und nahm am Italienfeldzug teil. Nachdem seine Frau in einem Konzentrationslager ermordet worden war, gelang es Spiro, 1946 in London seinen Bruder wiederzusehen, der 14 Monate das KZ Buchenwald überlebte und nach London emigriert war.
In der L’Arcade Gallery, London, wurden seine Gouachen zum ersten Mal ausgestellt. Der Erfolg der Ausstellung bewegte Spiro dazu, sich ausschließlich der Kunst zu widmen. 1948 reiste Sprio zurück nach Frankreich, und erhielt an der L’Exposition de la Jeune Peinture den Prix Muratore. Es folgen Ausstellungen in Paris (Galeir Drouant-David), Stockholm und Göteborg (André Verdet), Bern, Basel, Berlin, Cannes, Nizza, Montreal, Miami und New York (Rudolphe Gallery). 1952 kaufte Dior de la Souchère, Konservator des Museé Grimaldi in Antibes einige Werke von Spiro an der Revue Surrealiste. Sechs Jahre später, bei der Biennale de Menton, erhielt Spiro den dritten Preis.
Spiro lebte in Nizza mit seiner zweiten Ehefrau Jeanne, geb. Fiolic aus Wien. Ihn verband eine langjährige Freundschaft mit Jean Cocteau.